# Dajus afromysidis
Dajus afromysidis är en kräftdjursart som beskrevs av Pillai 1964. Dajus afromysidis ingår i släktet Dajus och familjen Dajidae. Inga underarter finns listade i Catalogue of Life.